# Incendio de la discoteca de Kočani
El 16 de marzo de 2025, se produjo un incendio en la discoteca Pulse en Kočani, Macedonia del Norte, en el que murieron 59 personas. Según el ministro del interior Panče Toškovski, el incendio fue provocado por el uso de pirotecnia. Según el Ministerio de Salud de Macedonia, más de 155 personas fueron hospitalizadas en Kočani, Štip y Skopie. Fue el incendio de discoteca más mortífero en la historia de Macedonia y el más mortífero desde el incendio de la discoteca Colectiv en Bucarest en 2015.

## El incendio
A las 2:35 a. m. del 16 de marzo de 2025, alrededor de 1.500 personas (luego revisadas a la baja, la cifra fue de 500)  asistieron a un concierto del dúo de hip-hop macedonio DNK en la discoteca Pulse en Kočani. Los fuegos artificiales utilizados durante la actuación encendieron restos carbonizados de vigas de madera en el techo del lugar, provocando su derrumbe parcial y un incendio que se propagó rápidamente. Los videos tomados durante de la pirotecnia y el incendio posterior mostraron intentos de extinguir las llamas, con algunos clientes observando los esfuerzos de extinción del incendio mientras otros eran evacuados. Los clientes que escaparon del incendio informaron que se produjo una estampida humana mientras la gente huía hacia las salidas del club. Uno de los miembros de la banda instó a la multitud a evacuar durante los esfuerzos de extinción de incendios, diciendo: «Salgan todos, volveremos». También se desplegaron equipos de bomberos de ciudades cercanas para apagar el incendio.

## Víctimas
Las autoridades trasladaron a decenas de personas heridas a hospitales cercanos en Štip, Kočani y Skopie, y al menos un organizador del concierto fue arrestado.
Entre los heridos se están con 27 con quemaduras graves que fueron trasladados al hospital St. Naum Ohridski en Skopie, 24 al cercano Centro Clínico y 18 al Hospital General de la ciudad 8 de deptiembre, dos de los cuales se encontraban en estado crítico. Debido a la gravedad de las lesiones como resultado de quemaduras e inhalación de humo, algunos de los heridos fueron trasladados a unidades especializadas en hospitales y clínicas de Skopie y Štip. Muchas víctimas fueron difíciles de identificar debido a la falta de documentos de identidad. El ministro del Interior, Panče Toškovski, informó que más de veinte menores resultaron heridos y al menos tres menores murieron.
El conductor de ambulancia Ile Gočevski, quien realizó 11 viajes al hospital la noche del incendio, falleció al día siguiente, mientras dormía, de un infarto causado por sobreesfuerzo y estrés.

## Investigación
El ministro del Interior, Panče Toškovski, informó que se habían emitido órdenes de arresto contra más de 20 personas y que ya se había detenido a 15 sospechosos. Agregó que la licencia de funcionamiento de la discoteca Pulse se obtuvo como resultado de corrupción y soborno. Entre los detenidos se encontraban Dejan Jovanov-Deko, propietario de la discoteca, y Razmena Čekić Durović, ex secretaria de Estado del Ministerio de Economía, después de que los investigadores descubrieran que la discoteca funcionaba con una licencia falsificada firmada por Durović.